# Новоиковское
Новоиковское — село в Каргапольском районе Курганской области России. Входит в состав Чашинского сельсовета.

## География
Село находится на северо-западе Курганской области, в пределах юго-западной части Западно-Сибирской равнины, в лесостепной зоне, на левом берегу реки Ик, на расстоянии примерно 25 километров (по прямой) к востоку-северо-востоку (ENE) от Каргаполья, административного центра района. Абсолютная высота — 131 метр над уровнем моря.
Климат
Климат характеризуется как резко континентальный, с холодной продолжительной малоснежной зимой и тёплым сухим летом. Среднегодовая температура — 1 °C. Средняя температура воздуха самого холодного месяца (января) составляет −17,4 °C (абсолютный минимум — −46 °С); самого тёплого месяца (июля) — 18,4 °C (абсолютный максимум — 39 °С). Безморозный период длится 120 дней. Годовое количество атмосферных осадков — 382 мм, из которых 287 мм выпадает в период с апреля по октябрь. Продолжительность периода с устойчивым снежным покровом равна 161 дню.
Часовой пояс
Село Новоиковское, как и вся Курганская область, находится в часовой зоне МСК+2. Смещение применяемого времени относительно UTC составляет +5:00.

## Население
| 1989 | 2002 | 2010 |
| ---- | ---- | ---- |
| 601  | ↘464 | ↘392 |

Гендерный состав
По данным Всероссийской переписи населения 2010 года в гендерной структуре населения мужчины составляли 43,9 %, женщины — соответственно 56,1 %.
Национальный состав
Согласно результатам Всероссийской переписи населения 2002 года, в национальной структуре населения русские составляли 96 %.